# Haplolobus floribundus
Haplolobus floribundus là một loài thực vật có hoa trong họ Burseraceae. Loài này được (K.Schum.) H.J.Lam mô tả khoa học đầu tiên năm 1932.